# Templo Kandariya Mahadev
El Templo Kandariya Mahadeva (Devanagari: कंदारिया महादेव मंदिर, Kandāriyā Mahādeva Mandir), que significa "el Gran Dios de la Cueva", es el mandir más grande y ornamentado del grupo de templos medievales encontrado en Khajuraho, en Madhya Pradesh (India). Se considera uno de los mejores ejemplos de templos conservados de la época medieval en la India.

## Ubicación

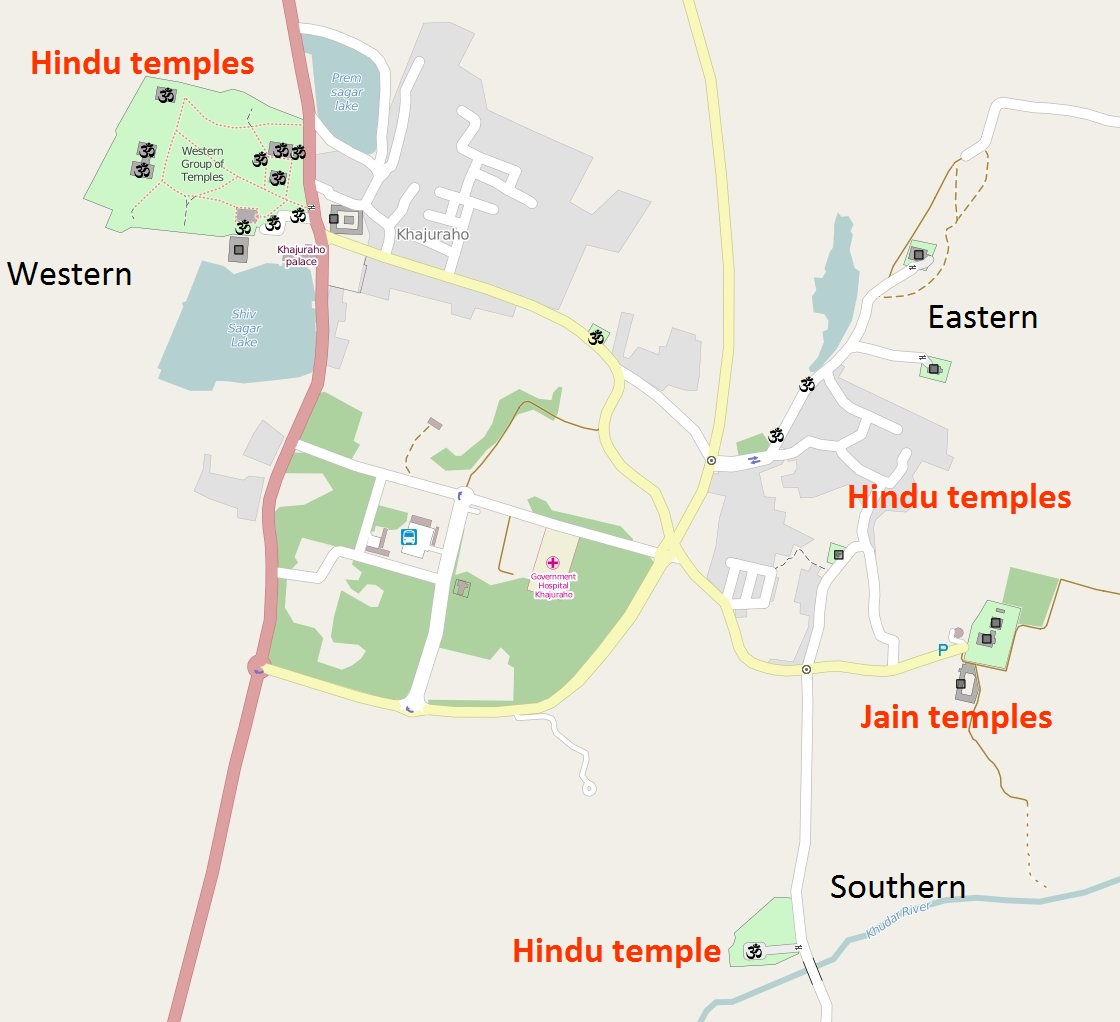
Mapa de disposición de los templos del grupo de monumentos de Khajuraho: el templo Kandariya Mahadeva se encuentra en el grupo occidental

El templo Kandariya Mahadeva se encuentra en el Distrito de Chhatarpur de Madhya Pradesh en la India Central. Está junto a la aldea de Khajuraho, y el complejo del templo se extiende sobre un área de 6 kilómetros cuadrados (2,3 mi²). Está en la parte occidental del pueblo, al oeste del templo de Vishnu.
El complejo del templo, a una altitud de 282 metros (308,4 yd) sobre el nivel del mar, está bien conectado por carretera, ferrocarril y servicios aéreos. Khajuraho está 55 kilómetros (34,2 mi) al sur de Mahoba, a 47 kilómetros (29,2 mi) de la ciudad de Chhatarpur al este, a 43 kilómetros (26,7 mi) de Panna, a 175 kilómetros (108,7 mi) por carretera de Jhansi en el norte y a 600 kilómetros (372,8 mi) al sureste de Delhi. El templo se halla a unos 9 kilómetros (5,6 mi) de la estación del ferrocarril. Desde el Aeropuerto de Khajuraho (Código IATA: HJR) se puede volar a Delhi, Agra y Bombay. Se encuentra a 6 kilómetros (3,7 mi) del templo.

## Historia
Khajuraho fue una vez la capital de la dinastía Chandela. El Templo Kandariya Mahadeva, uno de los mejores ejemplos conservados del período medieval en la India, es el más grande del grupo occidental de templos en el complejo de Khajuraho. Construido por los gobernantes Chandela, Shiva es la deidad principal en el templo deificado en el sanctum sanctorum.
Su construcción se produjo durante el reinado de Vidyadhara (1003-1035). En varios períodos del reinado de esta dinastía se construyeron numerosos templos famosos dedicados a Vishnu, Shiva, Surya, shakti (sabios de la religión hindú) y también a los Tirthankara del jainismo. Vidhyadhara, también conocido como Bida en los textos del historiador musulmán Ibn-al-Athir fue un poderoso gobernante que luchó contra Mahmud de Gazni en la primera ofensiva lanzada por este último en 1019. Esta batalla no fue concluyente y Mahmud tuvo que regresar a Gazni, pero volvió a librar la guerra contra Vidhyadhara en 1022, atacando el Fuerte de Kalinjar. El asedio del fuerte no tuvo éxito. Una vez levantado el sitio, Mahmud y Vidhyadhara acordaron una tregua y se separaron intercambiando regalos. Vidhyadhara celebró su éxito sobre Mahmud y otros gobernantes con la construcción del templo Kaṇḍāriyā Mahādeva, dedicado a la deidad de su familia, Shiva. Las inscripciones epigráficas en una pilastra del mandapa del templo mencionan el nombre del constructor como Virimda, que se interpreta como el seudónimo de Vidhyadhara. Su construcción data del período de 1025 y 1050 d. C.
Todos los templos existentes, incluido el Templo Kandariya Mahadeva, fueron inscritos en 1986 como Patrimonio Mundial de la Unesco bajo el Criterio III por sus valores artísticos y bajo el Criterio V por ser una muestra de la cultura de los Chandelas, predominante hasta que el país fue invadido por los musulmanes en 1202.

## Características

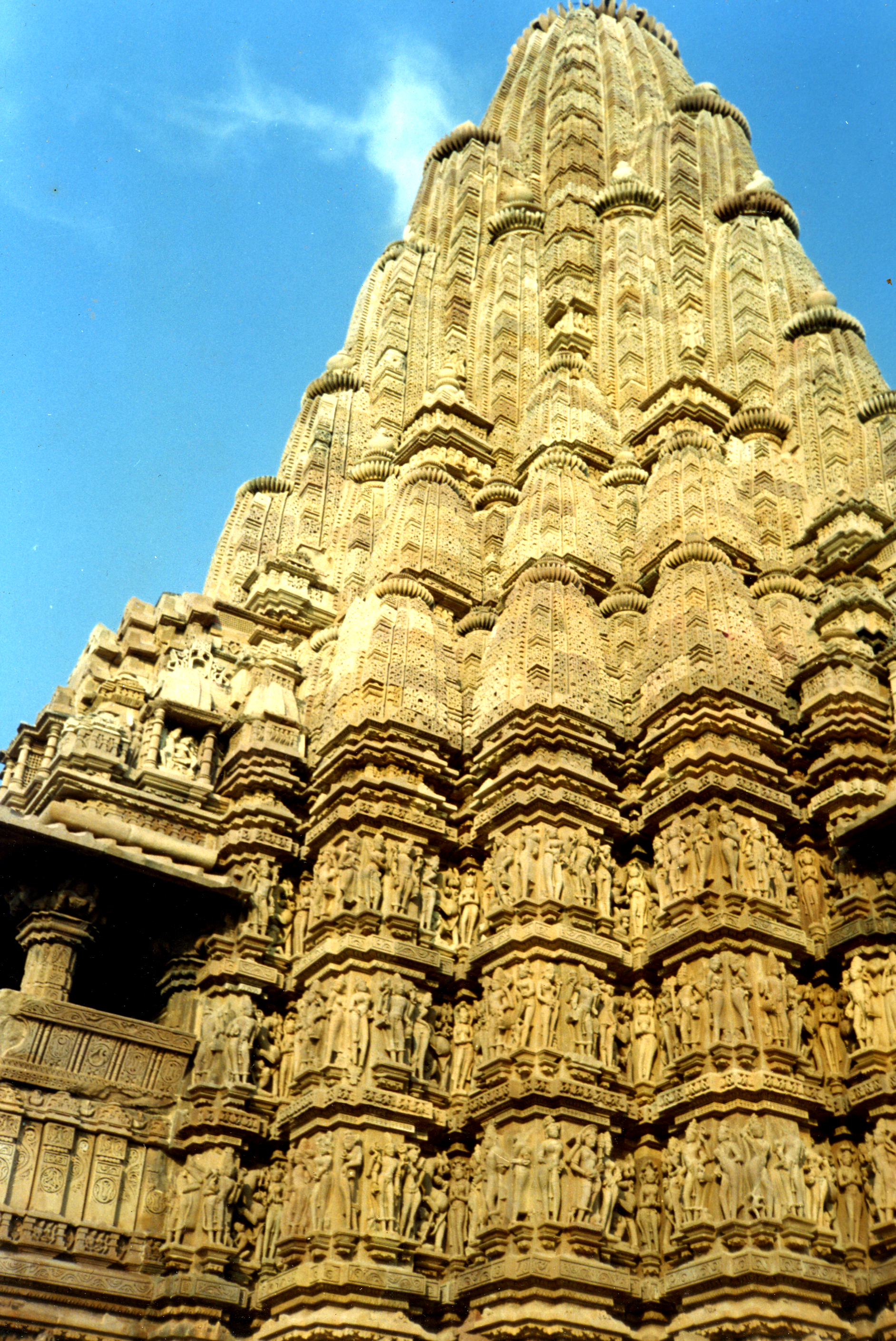
La torre principal del templo con 84 torres en miniatura

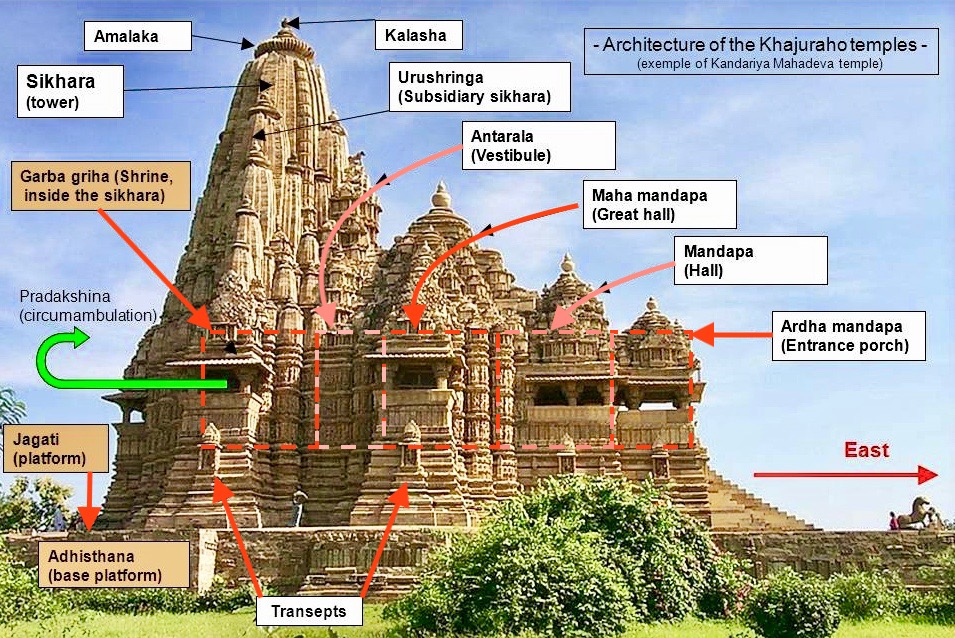
Varias características de la edificación, señaladas sobre el Templo Kandariya Mahadeva

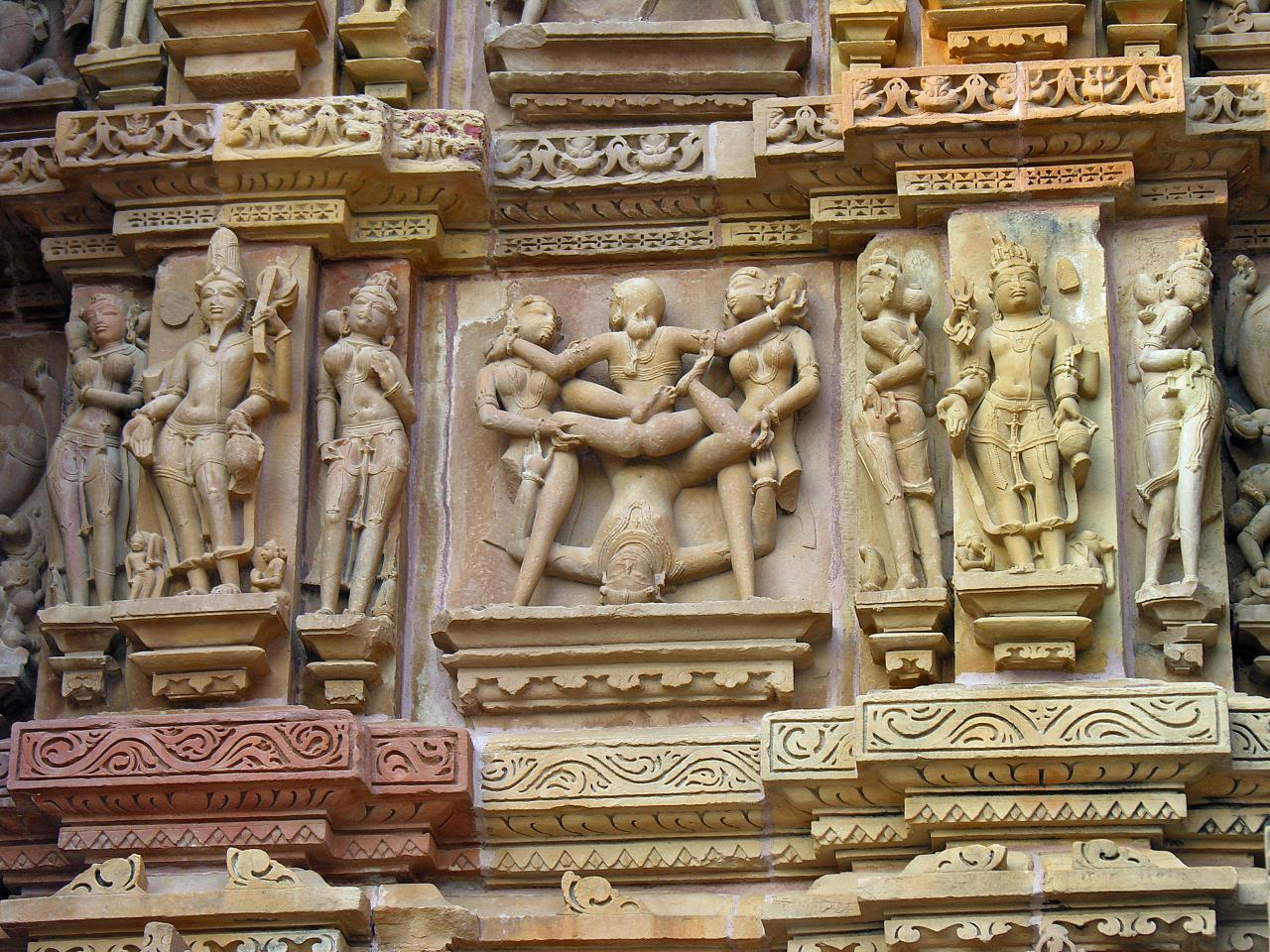
Esculturas eróticas en las paredes externas del templo

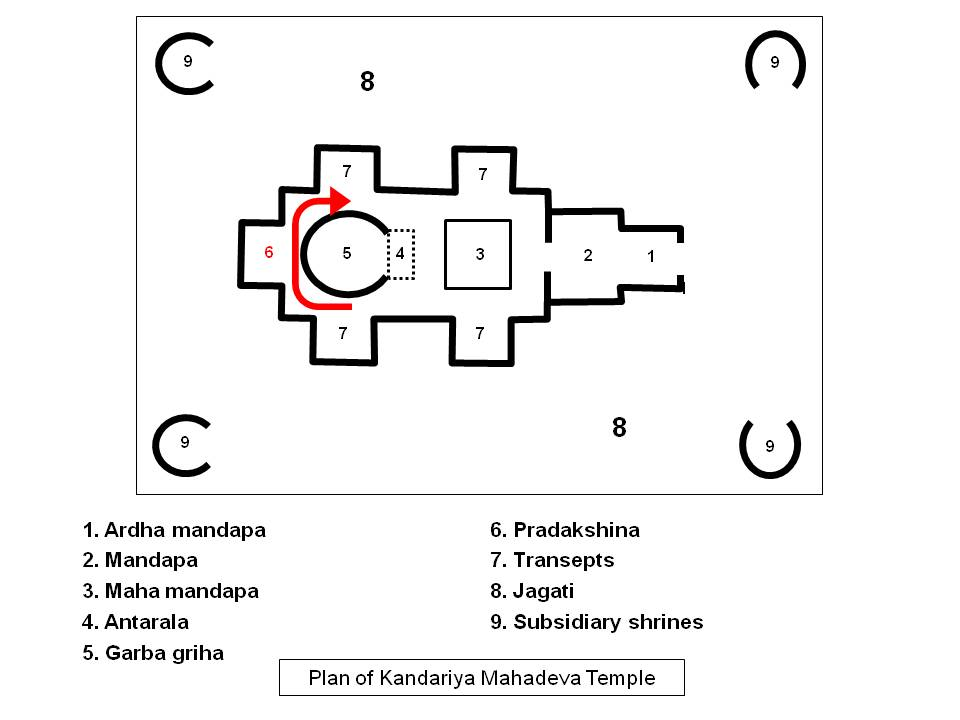
Mapa simplificado del templo

El templo de Kandariya Mahadeva, de 31 metros (33,9 yd) de altura, se encuentra en el complejo occidental, que es el más grande entre los tres grupos del complejo de templos de Khajuraho. Este grupo occidental de templos, que consta de los templos de Kandariya, Matangeshwara y Vishvanatha, se compara con un "diseño cósmico de un hexágono (un yantra o cosmograma)" que representa las tres formas de Shiva. La arquitectura del templo es un conjunto de pórticos y torres que termina en un sikhara o aguja, una característica que era común desde el siglo X en adelante en los templos de la India central.
El templo está cimentado sobre un enorme pedestal de 4 metros (4,4 yd) de altura. La estructura del templo sobre el pedestal está hábilmente planeada y agradablemente detallada. La superestructura está construida en forma de montaña empinada, representación simbólica del monte Meru, que se dice que es la fuente mítica de la creación del mundo. La superestructura tiene techos ricamente decorados que terminan en el shikara, que cuenta con 84 pequeñas agujas. El conjunto de templos abarca 6 kilómetros cuadrados (2,3 mi²), conservándose 22 edificaciones, incluido el templo Kaṇḍāriyā Mahādeva. El templo se construyó sobre un rectángulo plano de 31 metros (33,9 yd) de largo y 20 metros (21,9 yd) de ancho, con la torre principal elevándose a una altura de 31 metros (33,9 yd). Es conocido como "el templo más grande y grandioso de Khajuraho". Una serie de escalones empinados y de gran altura ascienden desde el nivel del suelo hasta la entrada al templo. Está subdividido en cinco partes, algo en común con los templos de Lakshmana y Vishvanatha en el complejo de Khajuraho. Justo en la entrada se halla la torana, una guirnalda muy intrincadamente tallada esculpida en una sola piedra; que forma parte de una procesión de bodas hindúes. Las tallas en la puerta de entrada muestran la "calidad táctil de la piedra y también el carácter del diseño simétrico" que está a la vista en todo el templo, adornado con tallas en alto relieve de figurillas. Finamente cincelada, la calidad decorativa de la ornamentación con las líneas nítidamente inscritas produce "formas angulares fuertes y oscuridad brillante, produciendo contrastados patrones de luz". Los tallados incluyen círculos, ondulaciones de las que se desprenden espirales o gotas, patrones geométricos, máscaras de leones y otros diseños uniformes que crean un cuadro armónico exclusivo de este templo, destacable entre todos los demás del complejo.
En el espacio interior desde la entrada se localizan tres mandapas o pasillos, que se elevan sucesivamente en altura y ancho. Incluye una pequeña cámara dedicada a Shiva, una cámara donde se deifica el Shiva linga, el emblema fálico de Shiva. El sanctum sanctorum está rodeado por pasajes interconectados que también tienen balcones laterales y frontales. Debido a la falta de luz natural en los balcones, el santuario tiene muy poca luz, creando así la "atmósfera de una cueva", que contrasta totalmente con las partes externas del templo. En los pasillos interiores del templo y en sus caras exteriores figuran esculturas elaboradamente talladas de dioses y diosas, músicos y apsaras o ninfas. Los enormes pilares de las salas tienen características arquitectónicas basadas en el "motivo de enredadera o voluta". En las esquinas de los pasillos hay inserciones que están talladas en la superficie con patrones incisos. La torre principal está situada sobre el santuario, mientras que las otras dos torres están colocadas sobre las otras mantapas, y también poseen "forma piramidal, escalonada, semirredondeada, de altura progresivamente mayor". La torre principal está rodeada por una serie de torres interconectadas y agujas de menor tamaño, con la forma de un subconjunto repetido de agujas en miniatura que se apoyan en un núcleo central, lo que le da al templo un contorno recortado desigual, similar a la forma de una cadena montañosa del monte Kailash en el Himalaya, donde reside el dios Shiva, un tema recurrente en los templos locales.
Las superficies exteriores de los templos están completamente cubiertas con esculturas dispuestas en tres capas superpuestas. Aquí, hay cintas horizontales talladas con imágenes, que brillan intensamente a la luz del sol, proporcionando características arquitectónicas rítmicas. Entre las imágenes de dioses y seres celestiales, destaca la de Agni, el dios del fuego. Son nichos donde se encajan esculturas eróticas por todas partes, que se han convertido en un punto de gran atractivo entre los visitantes. Algunas de estas esculturas eróticas están finamente talladas y muestran posturas de maithuna (coito) con doncellas flanqueando a una pareja, que es un motivo que se observa con frecuencia. También hay una "figura masculina suspendida boca arriba" en postura de coito, una especie de pose de yoga, boca abajo. Los nichos también tienen esculturas de Matrikas, con paneles separados de las diosas madres junto con los dioses Ganesha y Virabhadra. Las siete diosas protectoras temibles incluyen a: Brahmi sentada en un cisne de Brahma; Maheshwari con tres ojos sentada en el toro de Shiva Nandi; Kumari; Vaishnavi montada en Garuda; el Varahi con cabeza de jabalí; Narasimhi y Chamunda con cabeza de león, la asesina de los demonios Chanda y Munda. La imagen de Sardula, una criatura mítica con cara de león y extremidades humanas en el panel inferior es una figura única que se ve en el templo.

## Lecturas relacionadas
- Michell, George; Singh, Snehal. templos hindúes de India (PDF)
- Surface, Space and Intention: The Parthenon and the Kandariya Mahadeva. Gregory D. Alles. History of Religions, Vol. 28, No.1, August 1988, pp. 1–36.